# Bize (Hautes-Pyrénées)
Pour les articles homonymes, voir Bize.
Pour l’article ayant un titre homophone, voir Bise.
Bize est une commune française située dans l'est du département des Hautes-Pyrénées, en région Occitanie. Sur le plan historique et culturel, la commune est dans le pays de Comminges, correspondant à l’ancien comté de Comminges, circonscription de la province de Gascogne située sur les départements actuels du Gers, de la Haute-Garonne, des Hautes-Pyrénées et de l'Ariège.
Exposée à un climat de montagne, elle est drainée par le Merdan, le ruisseau de Nistos et par divers autres petits cours d'eau. La commune possède un patrimoine naturel remarquable composé de quatre zones naturelles d'intérêt écologique, faunistique et floristique.
Bize est une commune rurale qui compte 208 habitants en 2022, après avoir connu un pic de population de 3 419 habitants en 1841. Elle fait partie de l'aire d'attraction de Lannemezan..
Ses habitants sont appelés les Bizois.

## Géographie

### Localisation
La commune de Bize se trouve dans le département des Hautes-Pyrénées, en région Occitanie.
Elle se situe à 39 km à vol d'oiseau de Tarbes, préfecture du département, à 26 km de Bagnères-de-Bigorre, sous-préfecture, et à 12 km de Lannemezan, bureau centralisateur du canton de la Vallée de la Barousse dont dépend la commune depuis 2015 pour les élections départementales.
La commune fait en outre partie du bassin de vie de Montréjeau.
Les communes les plus proches sont : 
Hautaget (2,0 km), Nestier (2,3 km), Nistos (2,9 km), Anères (3,0 km), Montsérié (3,0 km), Seich (3,4 km), Lombrès (3,4 km), Montégut (3,5 km).
Sur le plan historique et culturel, Bize fait partie du pays de Comminges, correspondant à l’ancien comté de Comminges, circonscription de la province de Gascogne située sur les départements actuels du Gers, de la Haute-Garonne, des Hautes-Pyrénées et de l'Ariège.
Les communes limitrophes sont  Gazave, Hautaget, Hèches, Montsérié, Montégut, Nestier, Nistos et Seich.
| Montsérié | Hautaget | Nestier  |
| Gazave    | Bize     | Montégut |
| Hèches    | Nistos   | Seich    |

### Hydrographie

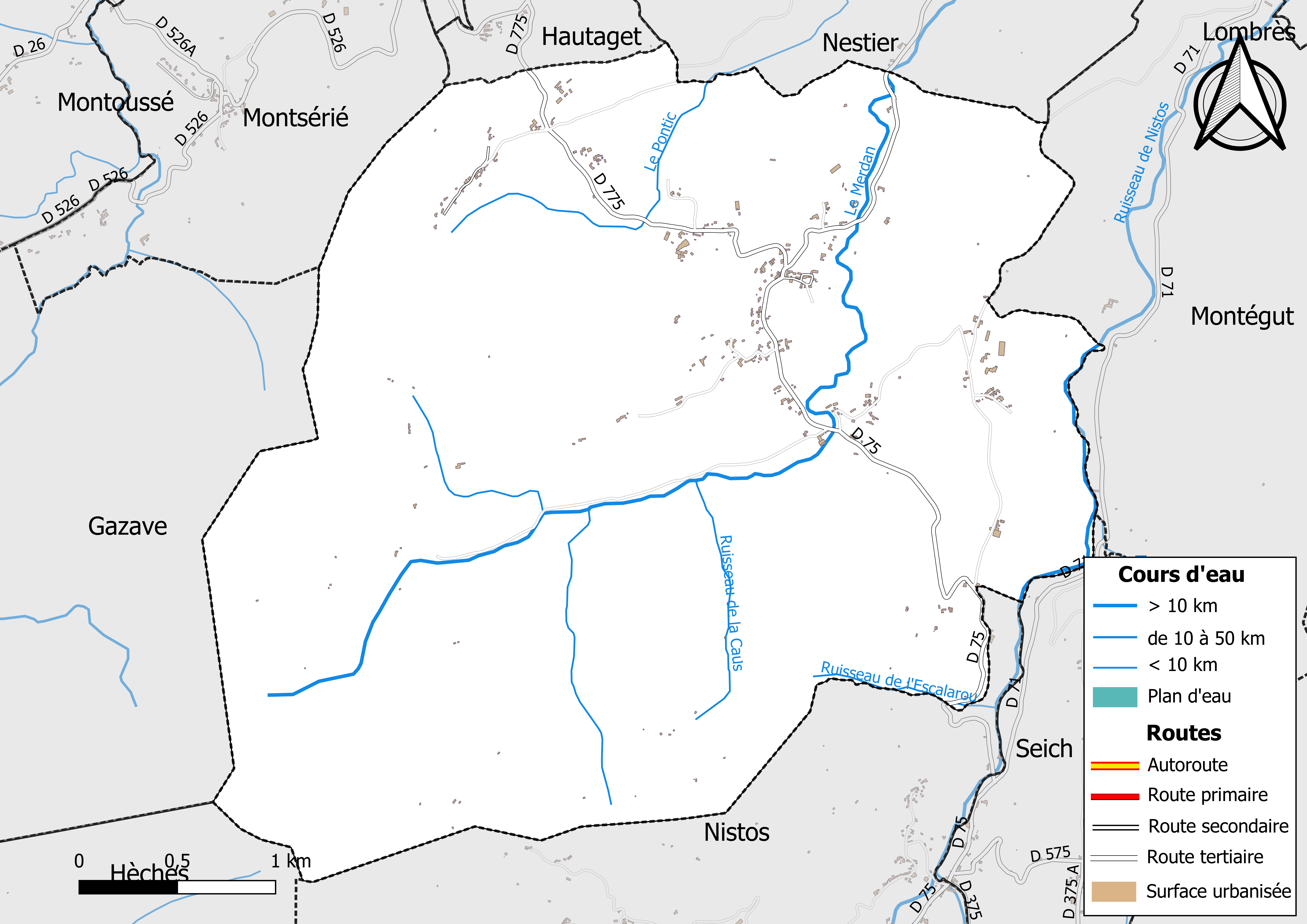
Hydrographie de la commune

Elle est drainée par le Merdan, le Ruisseau de Nistos, le Pontic, le ruisseau de la Caus, le ruisseau de la Goutè de Bayle, le ruisseau de l'Escalarou, le ruisseau Rieu Sec et par un petit cours d'eau, constituant un réseau hydrographique de 14 km de longueur totale,.
Le Merdan, d'une longueur totale de 11 km, prend sa source dans la commune de Bize et s'écoule du sud vers le nord. Il traverse la commune et se jette dans la Neste à Aventignan, après avoir traversé 4 communes.
Le Ruisseau de Nistos, d'une longueur totale de 18,5 km, prend sa source dans la commune de Sarrancolin et s'écoule du sud vers le nord. Il traverse la commune et se jette dans la Neste à Mazères-de-Neste, après avoir traversé 8 communes.

### Climat
Le climat qui caractérise la commune est qualifié, en 2010, de « climat des marges montargnardes », selon la typologie des climats de la France qui compte alors huit grands types de climats en métropole. En 2020, la commune ressort du type « climat de montagne » dans la classification établie par Météo-France, qui ne compte désormais, en première approche, que cinq grands types de climats en métropole. Pour ce type de climat, la température décroît rapidement en fonction de l'altitude. On observe une nébulosité minimale en hiver et maximale en été. Les vents et les précipitations varient notablement selon le lieu.
Les paramètres climatiques qui ont permis d’établir la typologie de 2010 comportent six variables pour les températures et huit pour les précipitations, dont les valeurs correspondent à la normale 1971-2000. Les sept principales variables caractérisant la commune sont présentées dans l'encadré ci-après.
| Paramètres climatiques communaux sur la période 1971-2000 - Moyenne annuelle de température : 11,3 °C - Nombre de jours avec une température inférieure à −5 °C : 4,7 j - Nombre de jours avec une température supérieure à 30 °C : 4,2 j - Amplitude thermique annuelle : 14,2 °C - Cumuls annuels de précipitation : 1 018 mm - Nombre de jours de précipitation en janvier : 9,8 j - Nombre de jours de précipitation en juillet : 7,5 j |

Avec le changement climatique, ces variables ont évolué. Une étude réalisée en 2014 par la Direction générale de l'Énergie et du Climat complétée par des études régionales prévoit en effet que la  température moyenne devrait croître et la pluviométrie moyenne baisser, avec toutefois de fortes variations régionales. Ces changements peuvent être constatés sur la station météorologique de Météo-France la plus proche, « Nestier », sur la commune de Nestier, mise en service en 1946 et qui se trouve à 2 km à vol d'oiseau,, où la température moyenne annuelle est de 11,8 °C et la hauteur de précipitations de 1 049,8 mm pour la période 1981-2010.
Sur la station météorologique historique la plus proche, « Tarbes-Lourdes-Pyrénées », sur la commune d'Ossun, mise en service en 1946 et à 43 km, la température moyenne annuelle évolue de 12,2 °C pour la période 1971-2000, à 12,6 °C pour 1981-2010, puis à 12,9 °C pour 1991-2020.

### Milieux naturels et biodiversité
L’inventaire des zones naturelles d'intérêt écologique, faunistique et floristique (ZNIEFF) a pour objectif de réaliser une couverture des zones les plus intéressantes sur le plan écologique, essentiellement dans la perspective d’améliorer la connaissance du patrimoine naturel national et de fournir aux différents décideurs un outil d’aide à la prise en compte de l’environnement dans l’aménagement du territoire.
Deux ZNIEFF de type 1 sont recensées sur la commune :
les « cap d'Estivère, Bayelle de Gazave et pic de Picharot » (1 163 ha), couvrant 6 communes du département et 
le « réseau hydrographique du Nistos » (79 ha), couvrant 14 communes du département
et deux ZNIEFF de type 2, : 
- les « Garonne amont, Pique et Neste » (1 788 ha), couvrant 112 communes dont 42 dans la Haute-Garonne et 70 dans les Hautes-Pyrénées[25] ;
- le « piémont calcaire, forestier et montagnard du Nistos en rive droite de la Neste » (15 195 ha), couvrant 26 communes dont une dans la Haute-Garonne et 25 dans les Hautes-Pyrénées[26].

## Urbanisme

### Typologie
Au 1er janvier 2024, Bize est catégorisée commune rurale à habitat très dispersé, selon la nouvelle grille communale de densité à sept niveaux définie par l'Insee en 2022.
Elle est située hors unité urbaine. Par ailleurs la commune fait partie de l'aire d'attraction de Lannemezan, dont elle est une commune de la couronne,. Cette aire, qui regroupe 65 communes, est catégorisée dans les aires de moins de 50 000 habitants,.

### Occupation des sols
L'occupation des sols de la commune, telle qu'elle ressort de la base de données européenne d’occupation biophysique des sols Corine Land Cover (CLC), est marquée par l'importance des forêts et milieux semi-naturels (55,5 % en 2018), une proportion identique à celle de 1990 (55,5 %). La répartition détaillée en 2018 est la suivante : 
forêts (53,5 %), prairies (35,3 %), zones agricoles hétérogènes (9,2 %), milieux à végétation arbustive et/ou herbacée (2 %).
L'IGN met par ailleurs à disposition un outil en ligne permettant de comparer l’évolution dans le temps de l’occupation des sols de la commune (ou de territoires à des échelles différentes). Plusieurs époques sont accessibles sous forme de cartes ou photos aériennes : la carte de Cassini (XVIIIe siècle), la carte d'état-major (1820-1866) et la période actuelle (1950 à aujourd'hui).

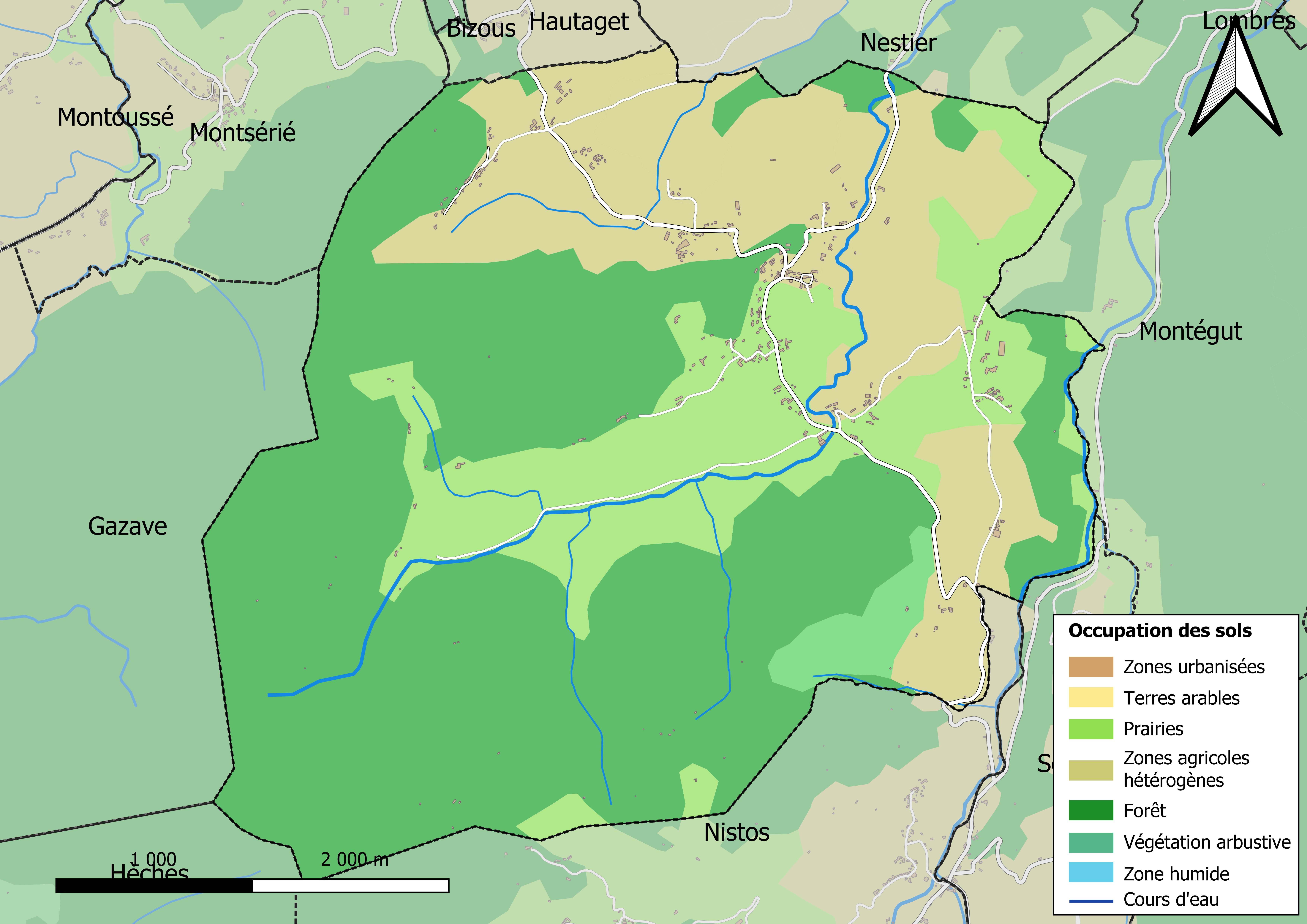
Carte des infrastructures et de l'occupation des sols en 2018 (CLC) de la commune.
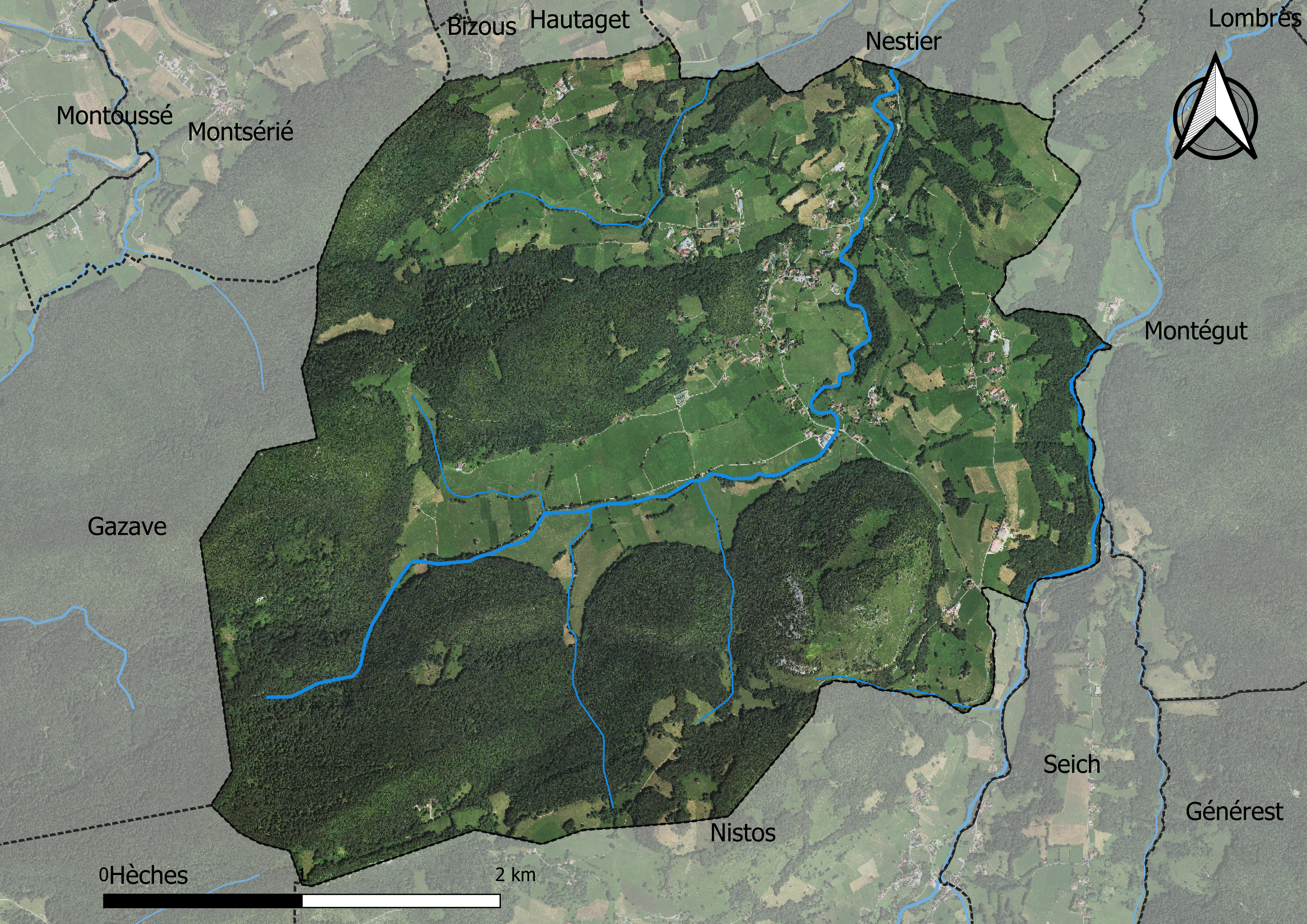
Carte orthophotogrammétrique de la commune.

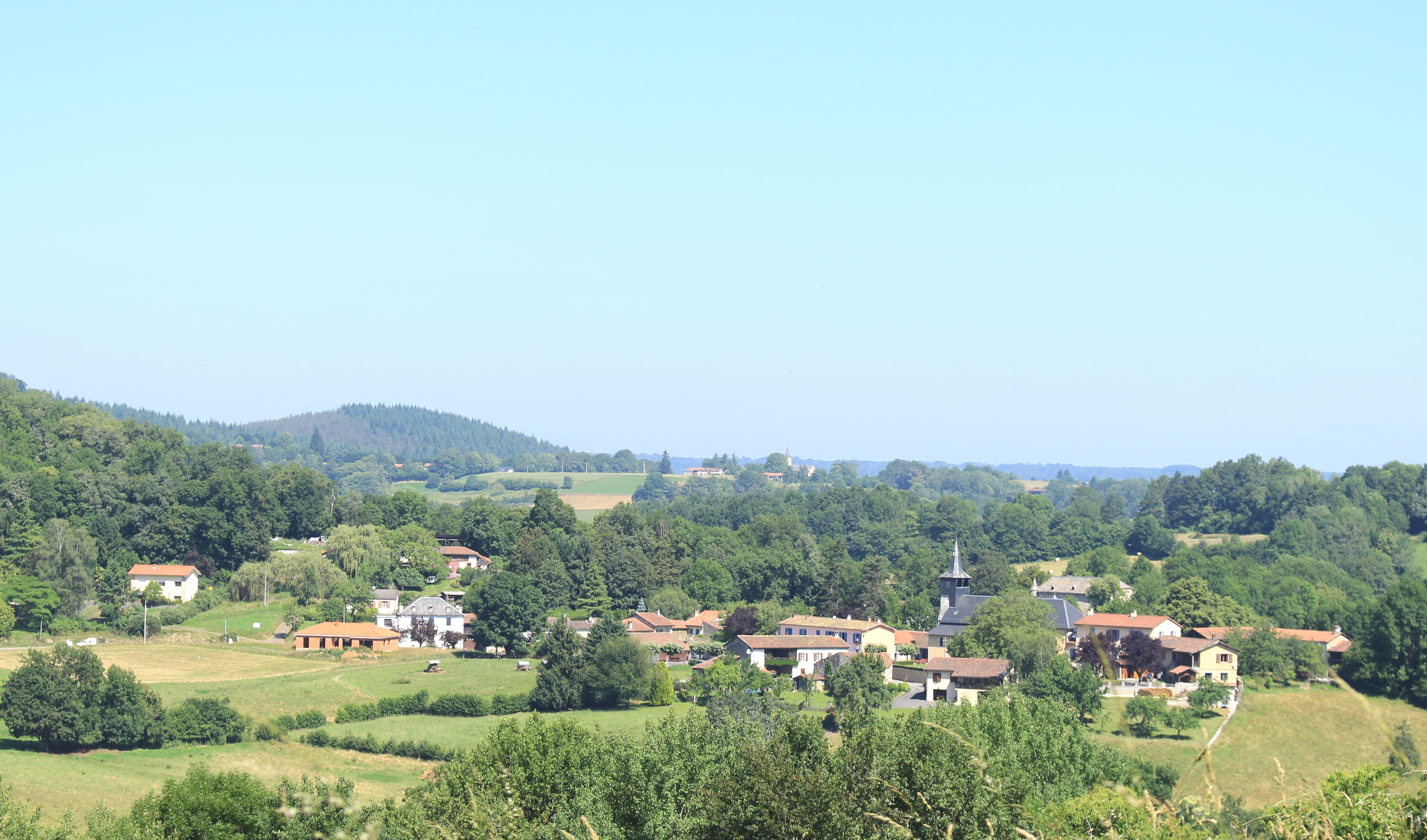
Vue en été.

### Logement
En 2012, le nombre total de logements dans la commune est de 145.
Parmi ces logements, 68.7 % sont des résidences principales, 26.1 % des résidences secondaires et 5.2 % des logements vacants.

### Voies de communication et transports
Cette commune est desservie par les routes départementales D 75 et D 775.

### Risques majeurs
Le territoire de la commune de Bize est vulnérable à différents aléas naturels : météorologiques (tempête, orage, neige, grand froid, canicule ou sécheresse), inondations, feux de forêts, mouvements de terrains et séisme (sismicité moyenne). Un site publié par le BRGM permet d'évaluer simplement et rapidement les risques d'un bien localisé soit par son adresse soit par le numéro de sa parcelle.
Certaines parties du territoire communal sont susceptibles d’être affectées par le risque d’inondation par débordement de cours d'eau, notamment le Merdan et le ruisseau de Nistos. La cartographie des zones inondables en ex-Midi-Pyrénées réalisée dans le cadre du XIe Contrat de plan État-région, visant à informer les citoyens et les décideurs sur le risque d’inondation, est accessible sur le site de la DREAL Occitanie. La commune a été reconnue en état de catastrophe naturelle au titre des dommages causés par les inondations et coulées de boue survenues en 1982, 1999 et 2009,.
Bize est exposée au risque de feu de forêt. Un plan départemental de protection des forêts contre les incendies a été approuvé par arrêté préfectoral le 21 avril 2020 pour la période 2020-2029. Le précédent couvrait la période 2007-2017. L’emploi du feu est régi par deux types de réglementations. D’abord le code forestier et l’arrêté préfectoral du 27 octobre 2014, qui réglementent l’emploi du feu à moins de 200 m des espaces naturels combustibles sur l’ensemble du département. Ensuite celle établie dans le cadre de la lutte contre la pollution de l’air, qui interdit le brûlage des déchets verts des particuliers. L’écobuage est quant à lui réglementé dans le cadre de commissions locales d’écobuage (CLE)

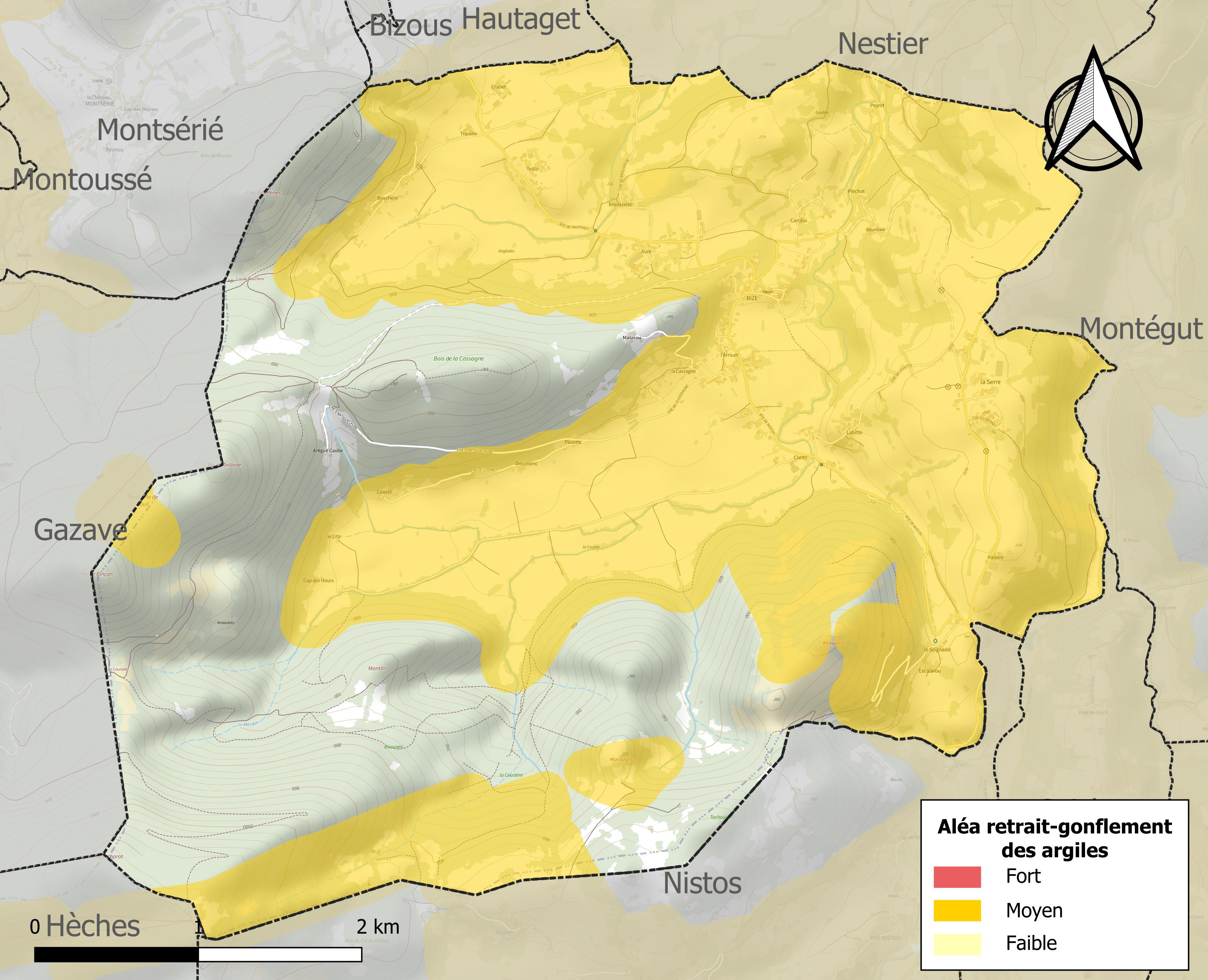
Carte des zones d'aléa retrait-gonflement des sols argileux de Bize.

Les mouvements de terrains susceptibles de se produire sur la commune sont des tassements différentiels.
Le retrait-gonflement des sols argileux est susceptible d'engendrer des dommages importants aux bâtiments en cas d’alternance de périodes de sécheresse et de pluie. 65,1 % de la superficie communale est en aléa moyen ou fort (44,5 % au niveau départemental et 48,5 % au niveau national). Sur les 151 bâtiments dénombrés sur la commune en 2019, 149 sont en aléa moyen ou fort, soit 99 %, à comparer aux 75 % au niveau départemental et 54 % au niveau national. Une cartographie de l'exposition du territoire national au retrait gonflement des sols argileux est disponible sur le site du BRGM,.
Par ailleurs, afin de mieux appréhender le risque d’affaissement de terrain, l'inventaire national des cavités souterraines permet de localiser celles situées sur la commune.
Concernant les mouvements de terrains, la commune a été reconnue en état de catastrophe naturelle au titre des dommages causés par des mouvements de terrain en 1999.

## Toponymie

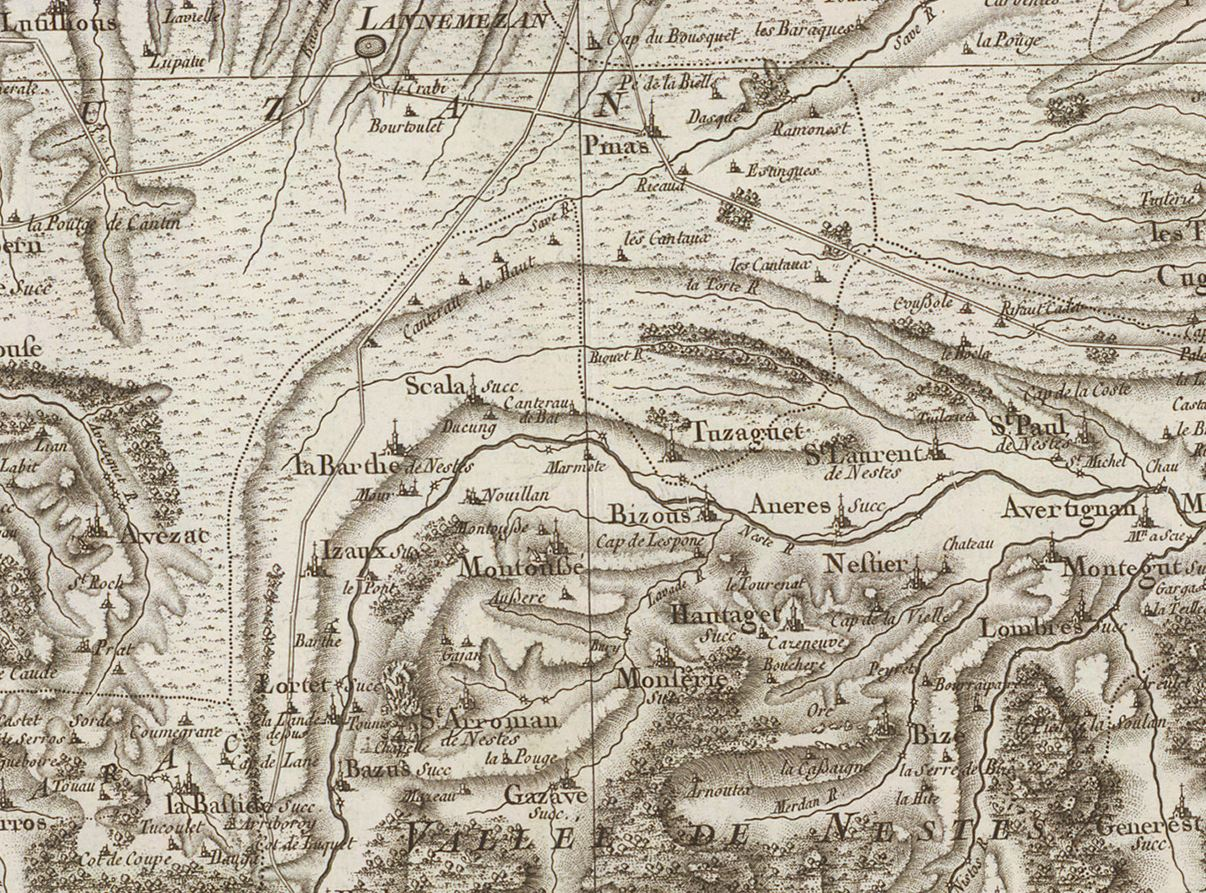
Extrait de la carte de Cassini (entre 1756 et 1789) situant Bize au sud est de Lannemezan

On trouvera les principales informations dans le Dictionnaire toponymique des communes des Hautes-Pyrénées de Michel Grosclaude et Jean-François Le Nail qui rapporte les dénominations historiques du village :
Dénominations historiques :
- Bares de Visa, en Bidal de Visa, (milieu XIIIe siècle, actes Bonnefont) ;
- De Bisa superiori et inferiori, Bisa, latin (1387, pouillé du Comminges) ;
- Bize, (1790, Département 1 ; 1801, Département 3) ;
- Bise, (1790, Département 2) ;
- Bize-Nistos, (1806, Laboulinière) ;
- Bize, fin XVIIIe siècle, carte de Cassini ;
- Bize, qui était régulièrement désignée sous ce nom de Bize depuis 1845, mais que l’administration s’obstinait à appeler Bize-Nistos, reprend officiellement le nom de Bize en 1907.

Étymologie : probablement domaine antique. Du nom de personnage latin Bicius et suffixe d’appartenance anum qui donne an en gascon, avec recul de l’accent tonique.
Nom occitan : Bisa.

## Histoire

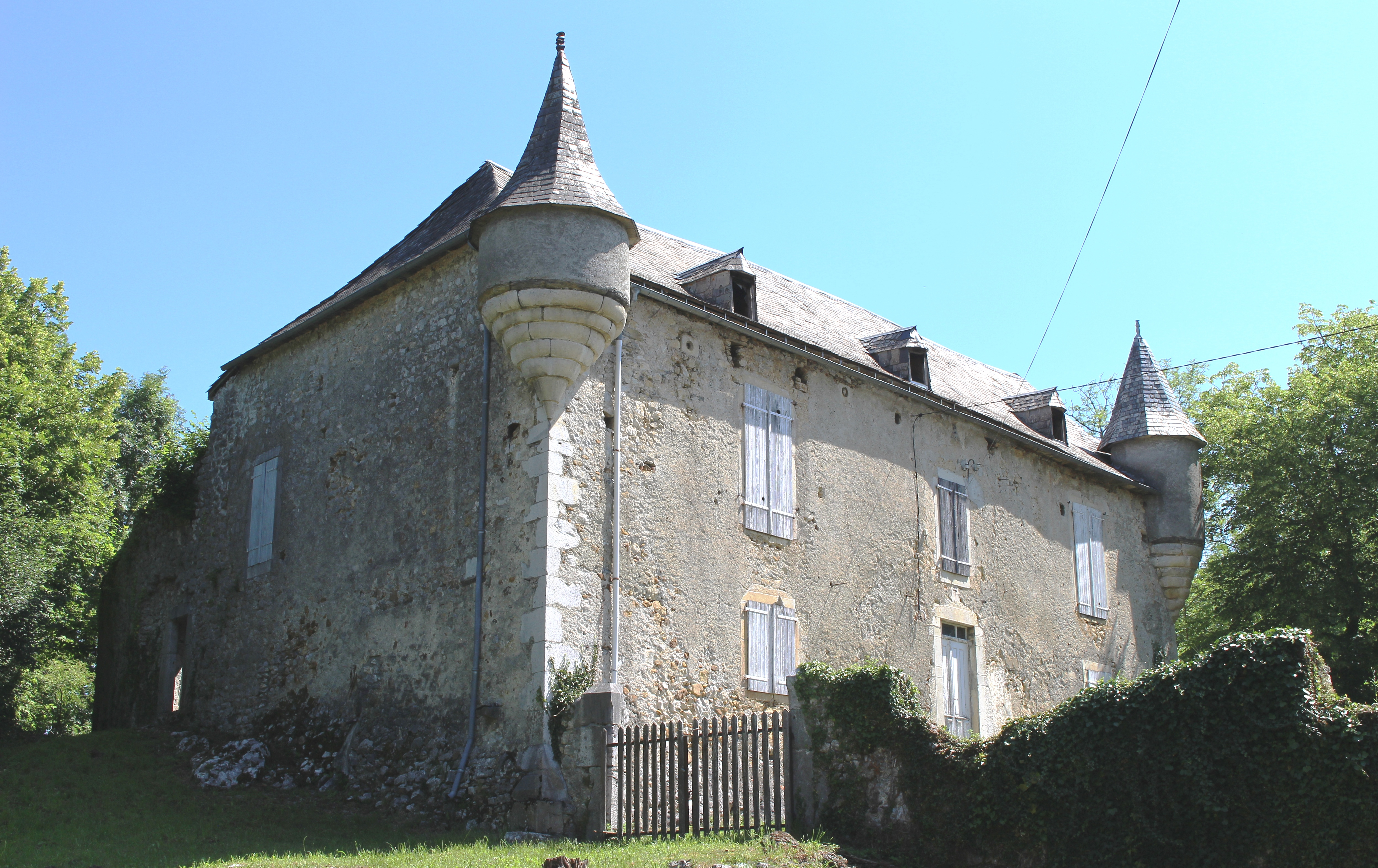
L'ancien manoir en 2016.

### Cadastre napoléonien de Bize
Le plan cadastral napoléonien de Bize est consultable sur le site des archives départementales des Hautes-Pyrénées.

## Politique et administration

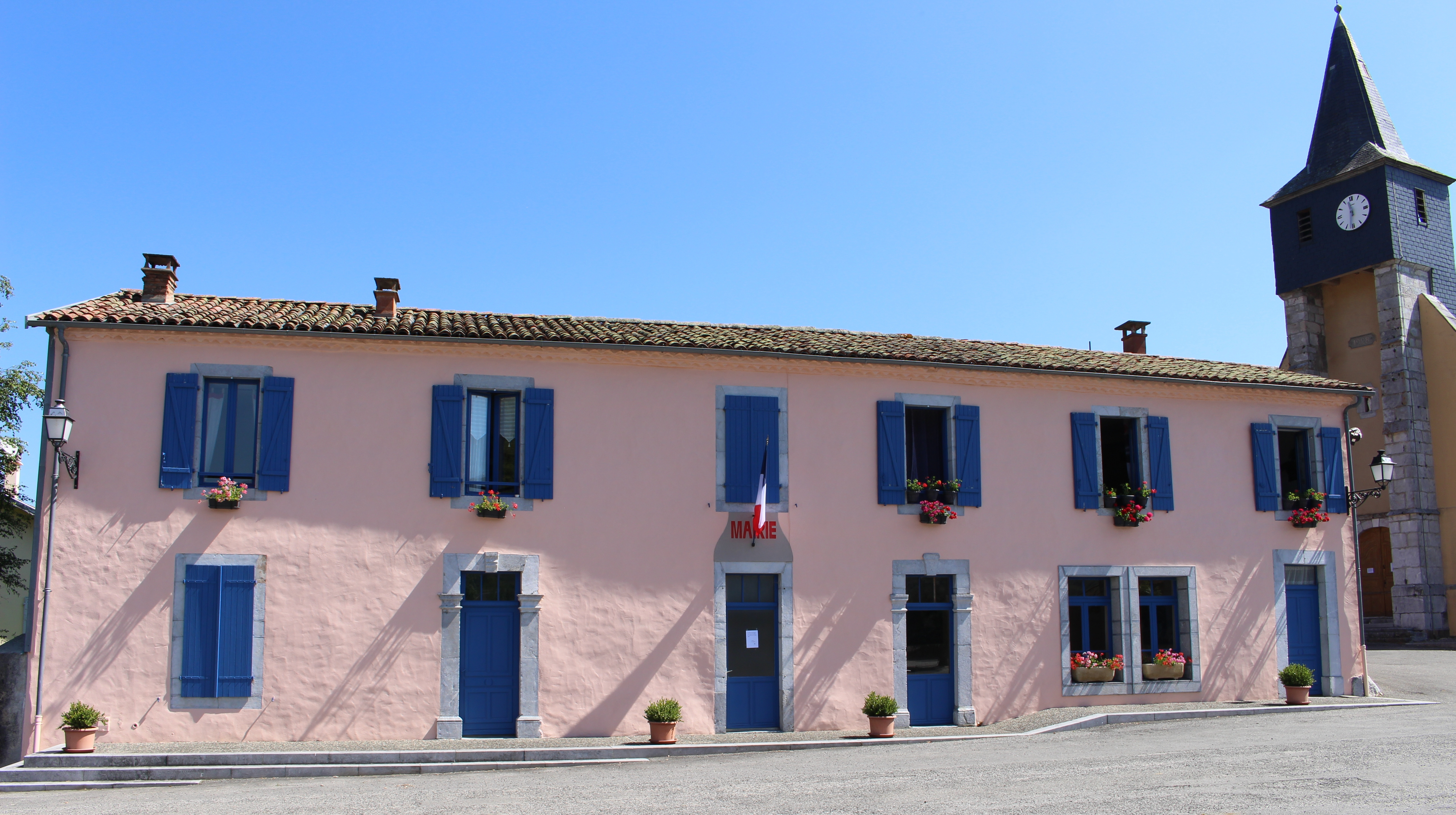
La mairie en 2016.

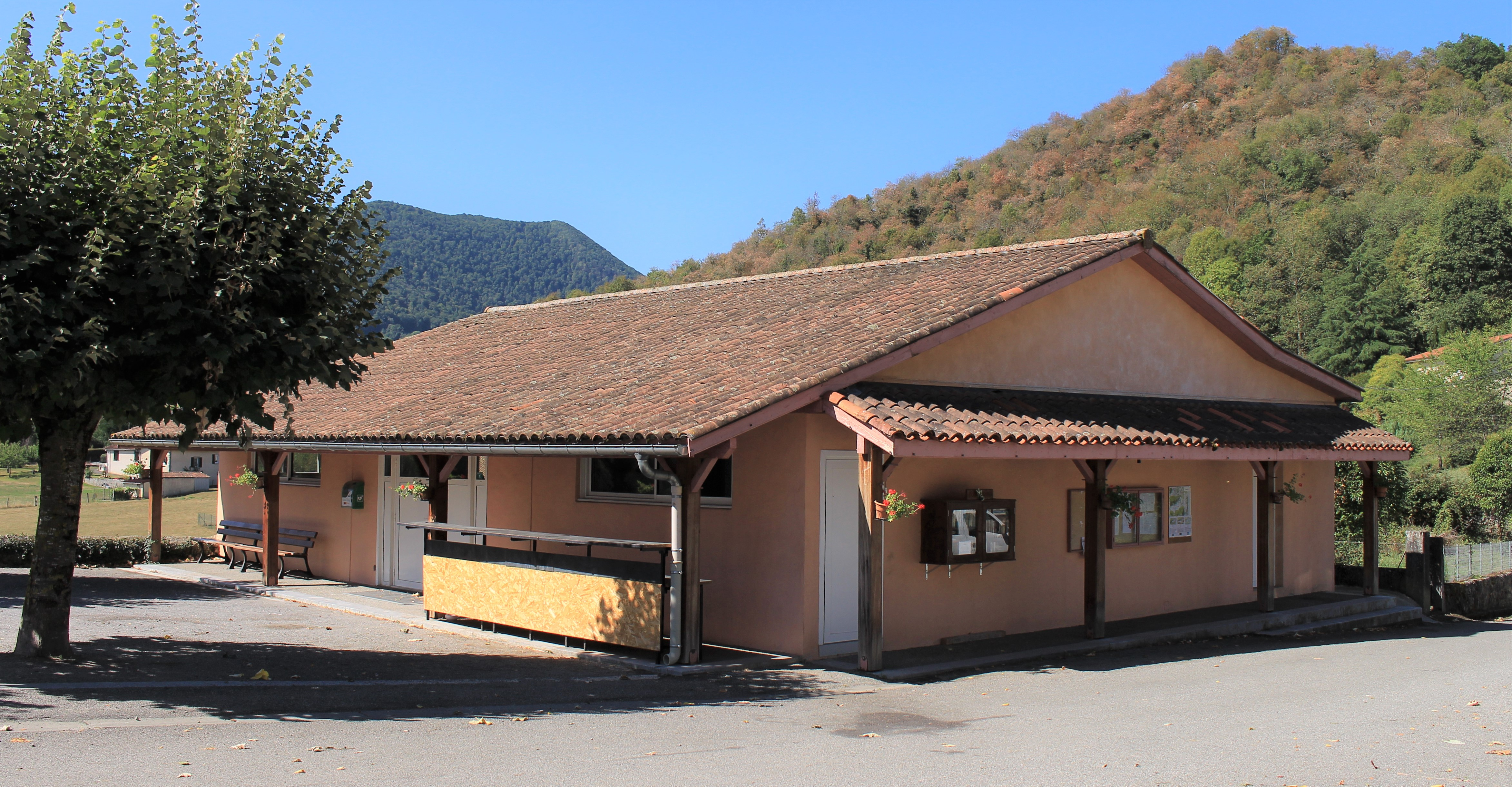
Le foyer rural en 2022

### Liste des maires
| Période                                  | Période   | Identité     | Étiquette | Qualité |
| ---------------------------------------- | --------- | ------------ | --------- | ------- |
| Les données manquantes sont à compléter. |           |              |           |         |
|                                          |           |              |           |         |
| mars 2001                                | mars 2020 | Jean Nogues  |           |         |
| mars 2020                                | en cours  | Josiane Pouy |           |         |

### Rattachements administratifs et électoraux

#### Historique administratif
Sénéchaussée de Toulouse, élection de Comminges, baronnie de Bize, canton de Nestier (1790), Saint-Laurent (1870). Bize et son quartier de Nistos sont deux communes, réunies entre 1791 et 1801, jusqu'en 1844, date à laquelle Nistos est érigée en commune sous ce dernier nom.

#### Intercommunalité
Bize appartient à la communauté de communes Neste Barousse créée en janvier 2017 et qui réunit 43 communes.

## Population et société

### Démographie

#### Évolution démographique
L'évolution du nombre d'habitants est connue à travers les recensements de la population effectués dans la commune depuis 1793. Pour les communes de moins de 10 000 habitants, une enquête de recensement portant sur toute la population est réalisée tous les cinq ans, les populations de référence des années intermédiaires étant quant à elles estimées par interpolation ou extrapolation. Pour la commune, le premier recensement exhaustif entrant dans le cadre du nouveau dispositif a été réalisé en 2004.

En 2022, la commune comptait 208 habitants, en évolution de −4,59 % par rapport à 2016 (Hautes-Pyrénées : +1,59 %, France hors Mayotte : +2,11 %).
| 1793  | 1800  | 1806  | 1821  | 1831  | 1836  | 1841  | 1846  | 1851  |
| ----- | ----- | ----- | ----- | ----- | ----- | ----- | ----- | ----- |
| 2 100 | 2 095 | 2 353 | 2 487 | 3 191 | 3 300 | 3 419 | 1 297 | 1 263 |

| 1856  | 1861  | 1866  | 1872  | 1876  | 1881 | 1886 | 1891 | 1896 |
| ----- | ----- | ----- | ----- | ----- | ---- | ---- | ---- | ---- |
| 1 137 | 1 071 | 1 038 | 1 027 | 1 077 | 875  | 822  | 769  | 750  |

| 1901 | 1906 | 1911 | 1921 | 1926 | 1931 | 1936 | 1946 | 1954 |
| ---- | ---- | ---- | ---- | ---- | ---- | ---- | ---- | ---- |
| 745  | 705  | 674  | 545  | 507  | 472  | 423  | 358  | 321  |

| 1962 | 1968 | 1975 | 1982 | 1990 | 1999 | 2004 | 2006 | 2009 |
| ---- | ---- | ---- | ---- | ---- | ---- | ---- | ---- | ---- |
| 297  | 285  | 256  | 223  | 210  | 206  | 199  | 195  | 220  |

| 2014 | 2019 | 2022 | - | - | - | - | - | - |
| ---- | ---- | ---- | - | - | - | - | - | - |
| 215  | 209  | 208  | - | - | - | - | - | - |

### Enseignement
La commune dépend de l'académie de Toulouse. Elle ne dispose plus d'école en 2016.

## Économie

### Revenus
En 2018, la commune compte 94 ménages fiscaux, regroupant 199 personnes. La médiane du revenu disponible par unité de consommation est de 19 510 € (20 420 € dans le département).

### Emploi
|                | 2008  | 2013  | 2018  |
| -------------- | ----- | ----- | ----- |
| Commune        | 4,9 % | 8,3 % | 6,4 % |
| Département    | 7,7 % | 9,4 % | 9,8 % |
| France entière | 8,3 % | 10 %  | 10 %  |

En 2018, la population âgée de 15 à 64 ans s'élève à 111 personnes, parmi lesquelles on compte 72,5 % d'actifs (66,1 % ayant un emploi et 6,4 % de chômeurs) et 27,5 % d'inactifs,. Depuis 2008, le taux de chômage communal (au sens du recensement) des 15-64 ans est inférieur à celui de la France et du département.
La commune fait partie de la couronne de l'aire d'attraction de Lannemezan, du fait qu'au moins 15 % des actifs travaillent dans le pôle,. Elle compte 18 emplois en 2018, contre 26 en 2013 et 24 en 2008. Le nombre d'actifs ayant un emploi résidant dans la commune est de 74, soit un indicateur de concentration d'emploi de 24,4 % et un taux d'activité parmi les 15 ans ou plus de 43,5 %.
Sur ces 74 actifs de 15 ans ou plus ayant un emploi, 14 travaillent dans la commune, soit 19 % des habitants. Pour se rendre au travail, 91,8 % des habitants utilisent un véhicule personnel ou de fonction à quatre roues, 1,4 % s'y rendent en deux-roues, à vélo ou à pied et 6,8 % n'ont pas besoin de transport (travail au domicile).

## Culture locale et patrimoine

### Lieux et monuments
- Église Notre-Dame-de-l'Assomption.
- Lavoirs.
- Dolmen de Bize, qui est inscrit au monument historique.
- Oratoire avec une Pièta.
- Le Monument aux morts municipal œuvre de Etienne Camus.

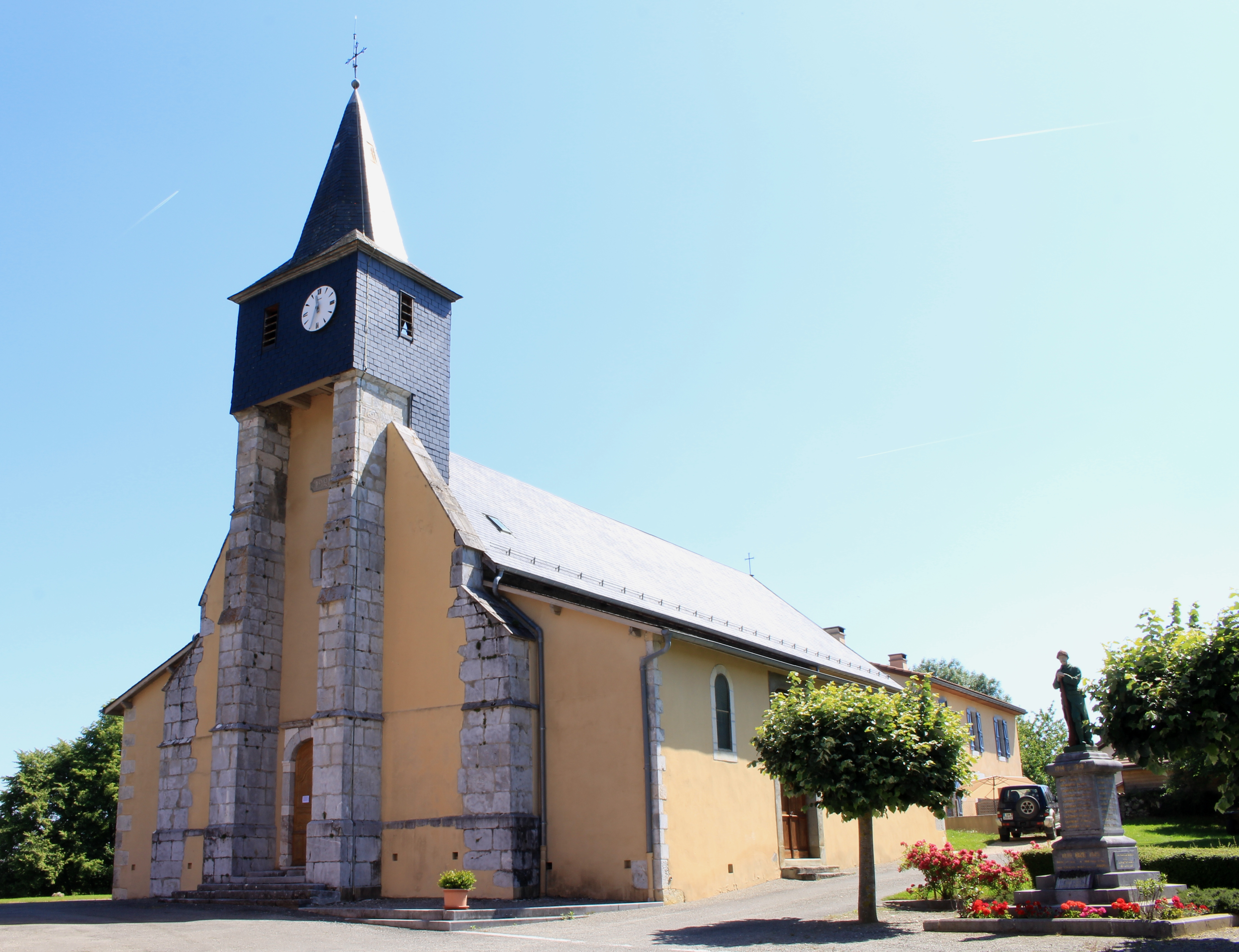
L'église Notre-Dame-de-l'Assomption en 2016.
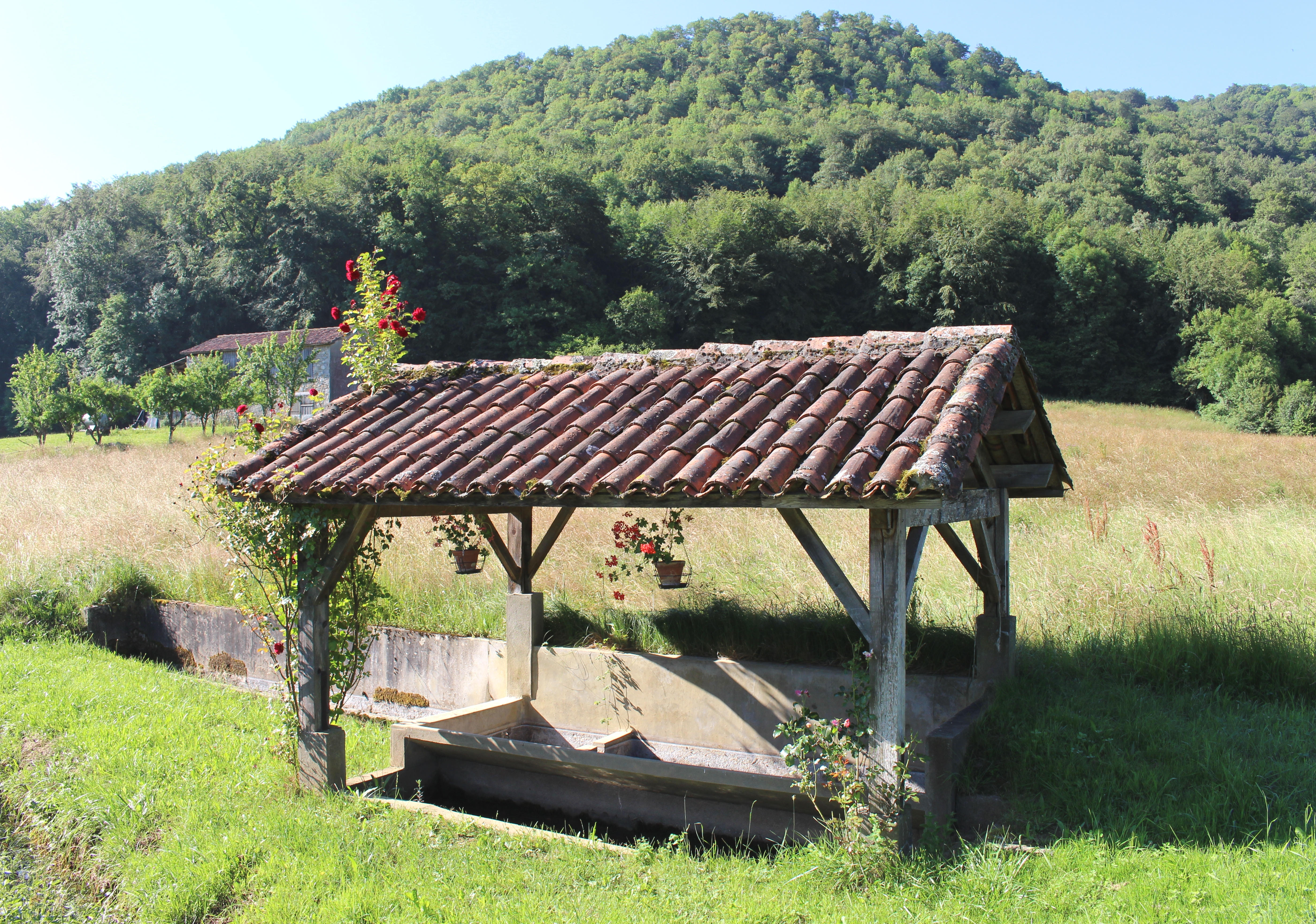
Le lavoir de Bize (Route de Seich) en 2016.
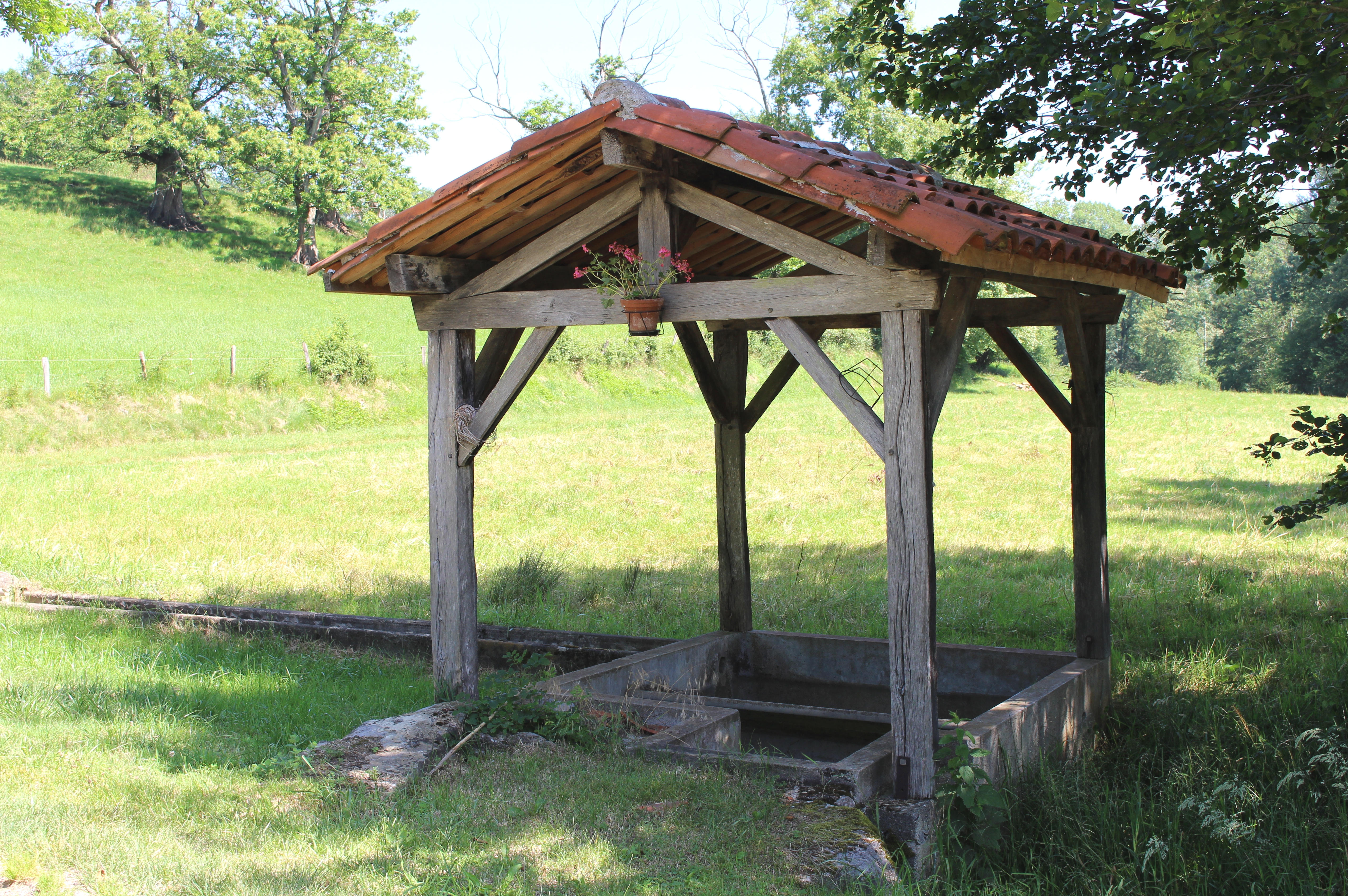
Le lavoir de Bize (Route d'Hautaget).
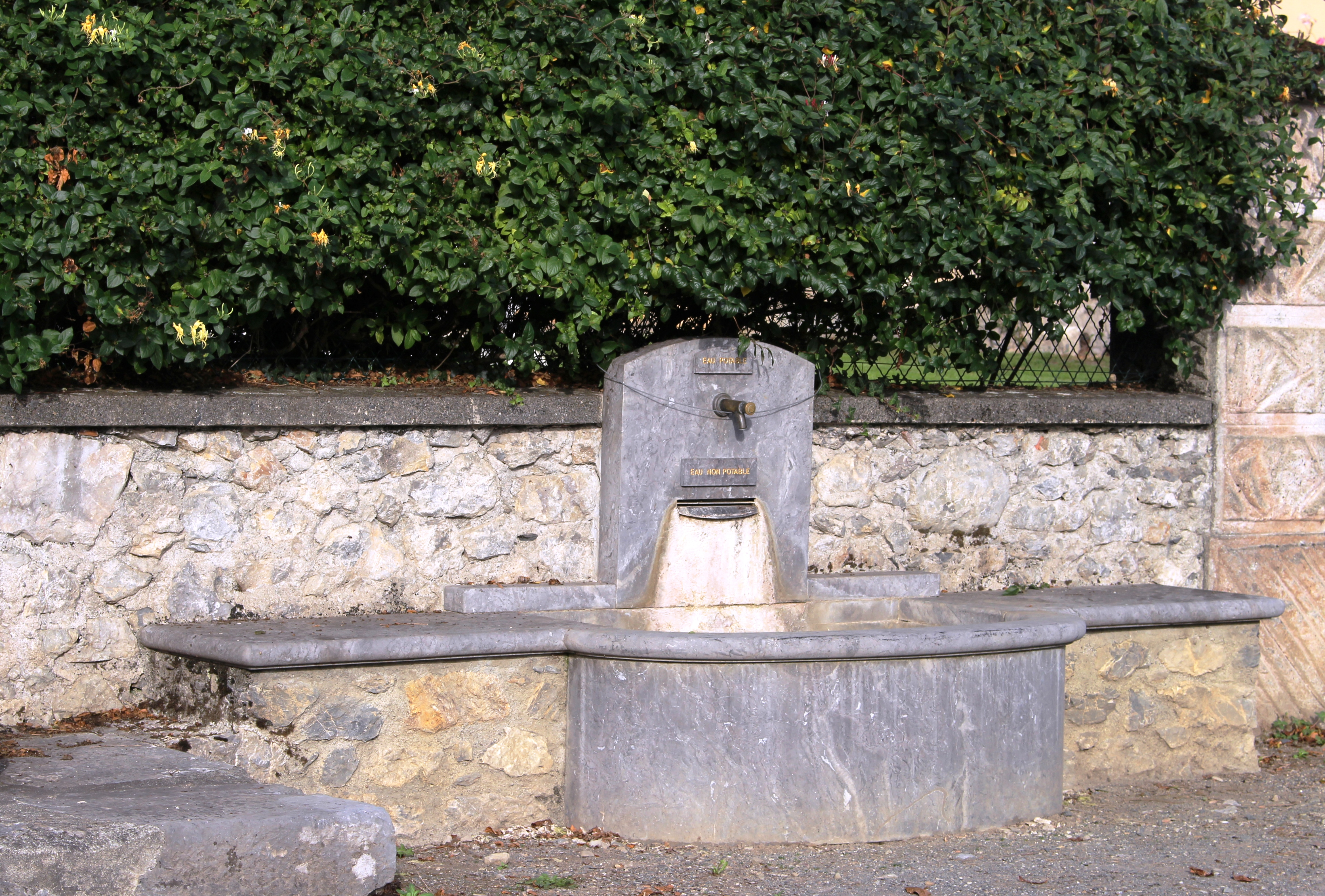
La fontaine.
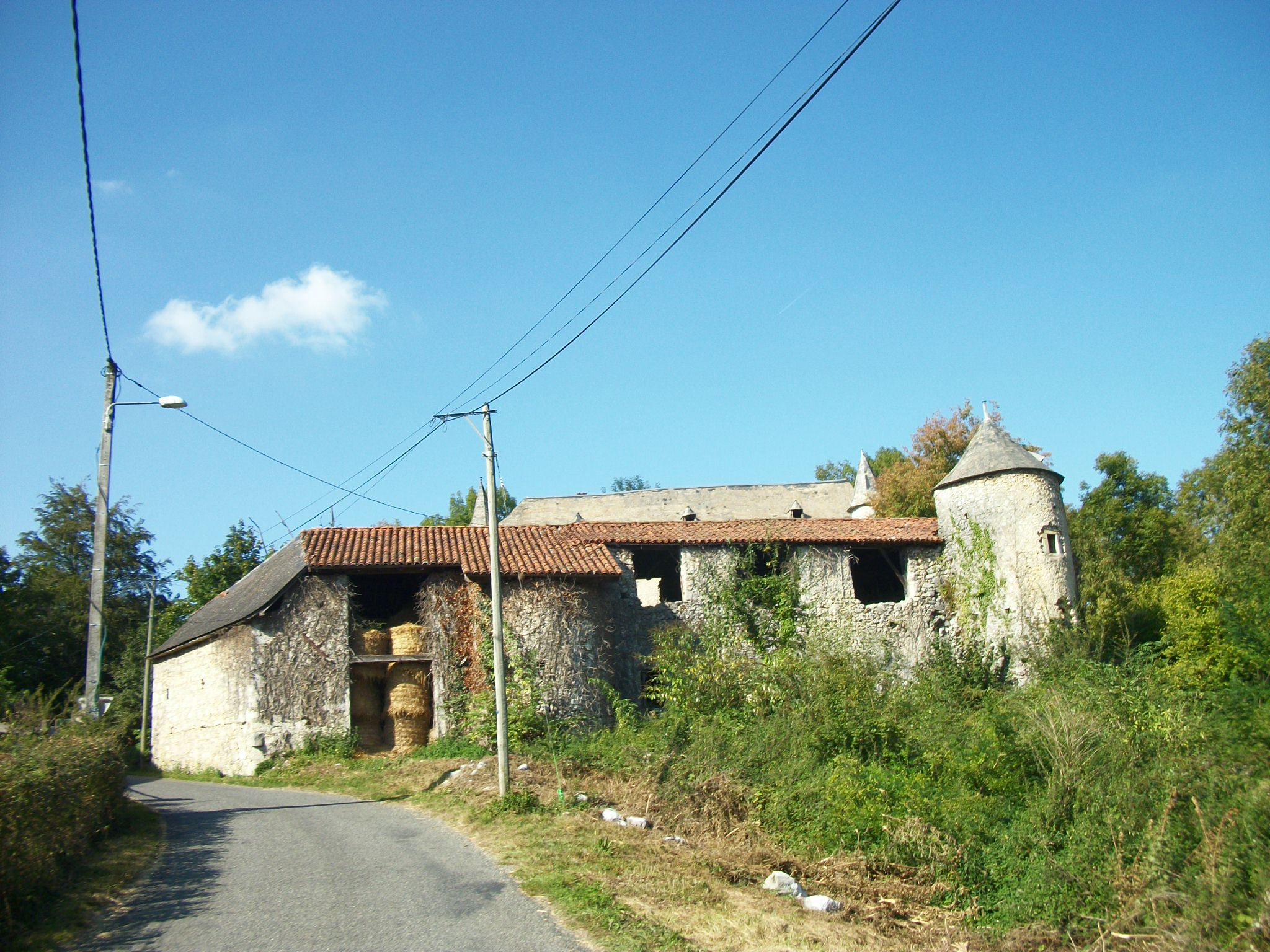
Ancien manoir en ruine.
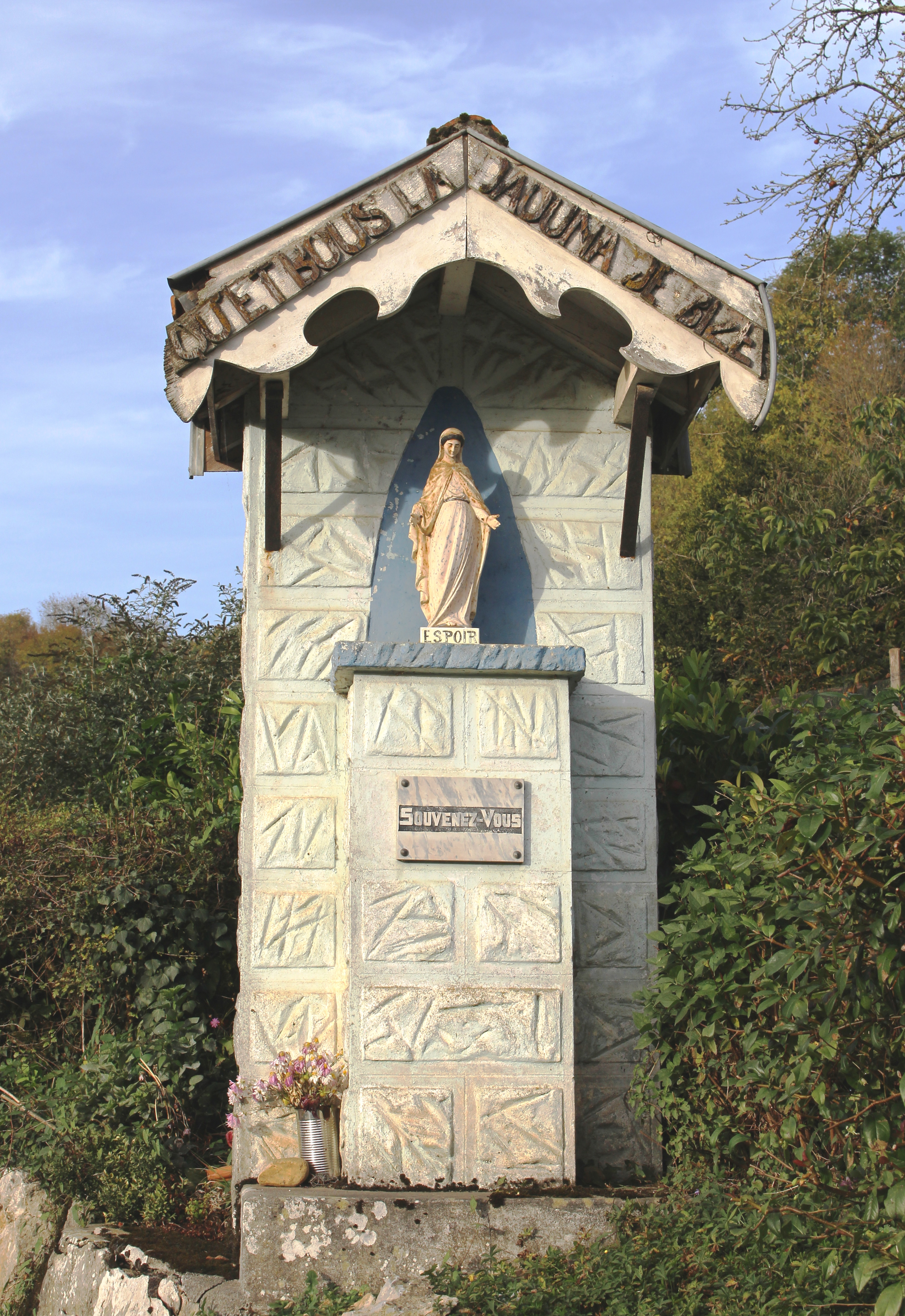
L'oratoire.
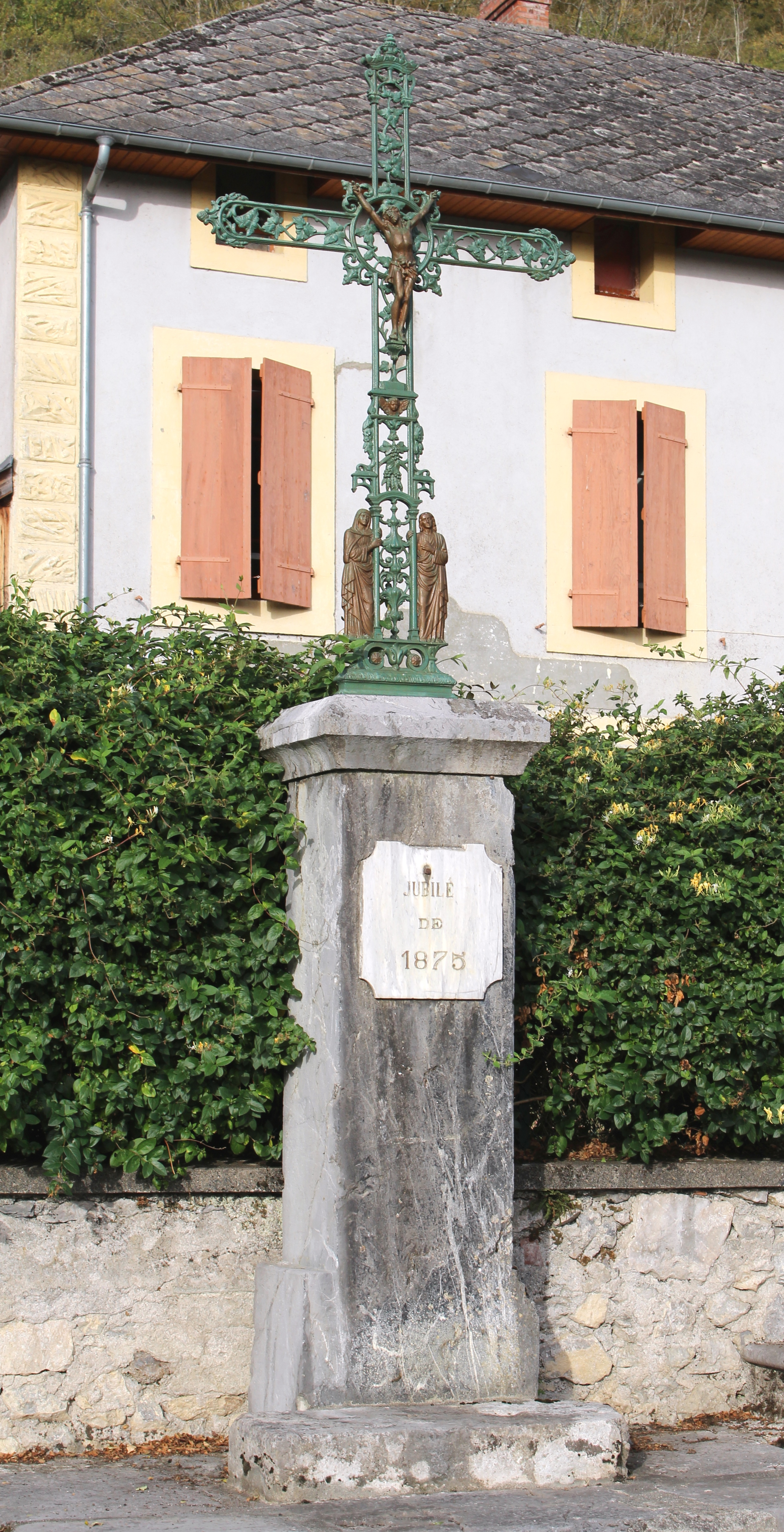
Une croix.

## Voir aussi

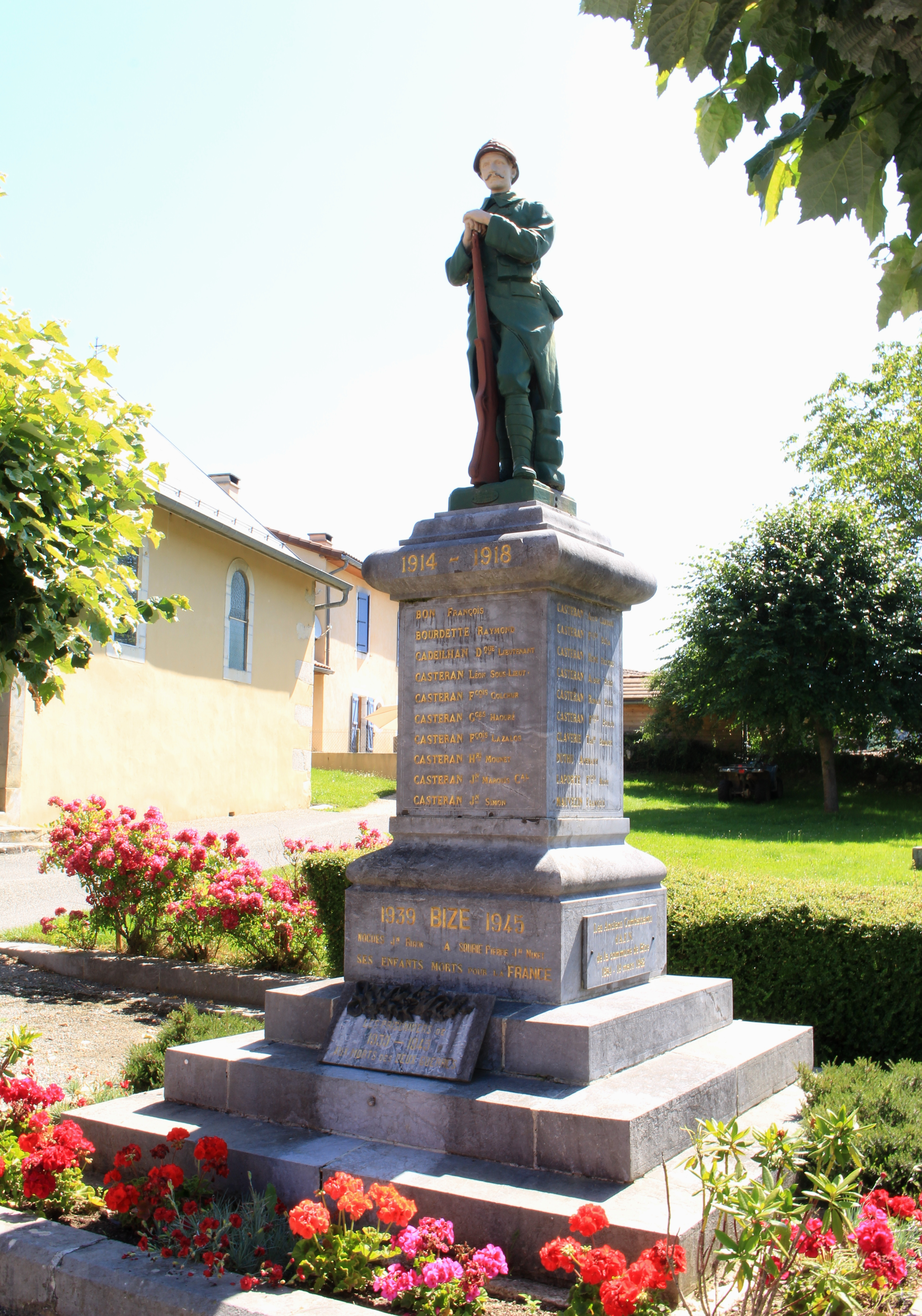
Le monument aux morts municipal, œuvre d'Étienne Camus